# Apanteles sartamus
Apanteles sartamus är en stekelart som beskrevs av Nixon 1965. Apanteles sartamus ingår i släktet Apanteles och familjen bracksteklar. Inga underarter finns listade i Catalogue of Life.